# Darmera peltatum
Darmera peltata (sin. Peltiphyllum peltatum) es una especie de planta  herbácea perenne perteneciente a la familia Saxifragaceae. Es la única especie aceptada del género Darmera. Es originaria del oeste de Estados Unidos, desde el suroeste de Oregón hasta el noroeste de California, donde crece en zonas húmedas de montaña, generalmente a lo largo de cursos de agua.

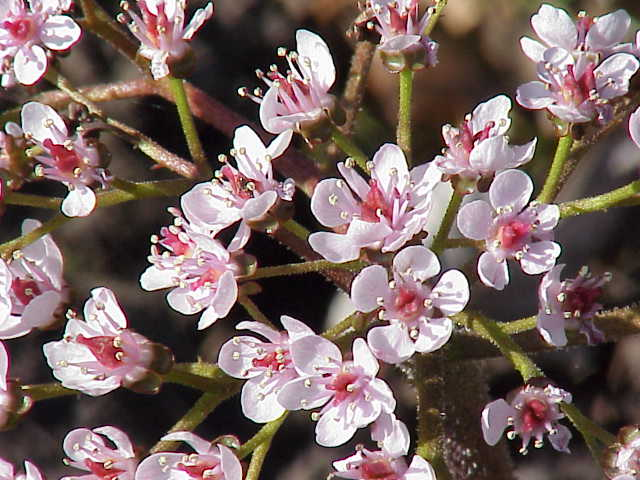
Detalle de las flores

## Descripción
Crece lentamente de un rizoma perenne en los bosques de montaña de oeste de EE. UU., sudoeste de Oregón al noroeste de California.
En la primavera tardía, emerge antes que las hojas en redondas cimas de numerosas flores con cinco pétalos de color blanco a rosa brillante, tienen 1.5 cm de ancho cada una y se producen en tallos de unos 2 m de longitud.  Las hojas son redondeadas, profundamente lobuladas y dentadas, son de color verde oscuro y también se reproducen en ramas de 2 m de altura. Las hojas se vuelven rojas en otoño.
En los jardines, Darmera peltata florece en los márgenes de los estanques y jardines de pantano, donde forma un imponente macizo en forma de paraguas. Es adecuado para jardines pequeños donde no haya lugar para Gunnera manicata o Gunnera tinctoria,  plantas no relacionadas que son algo similares en apariencia, pero mucho más grandes.
D. peltata ha ganado la medalla Award of Garden Merit de la Royal Horticultural Society.

## Cultivo
En horticultura, Darmera peltata se cultiva principalmente en márgenes de estanques y jardines húmedos, formando densos macizos de aspecto similar al de un paraguas.
Es apreciada como alternativa para espacios reducidos frente a especies de Gunnera, que son de mayor tamaño pero de aspecto semejante. Ha recibido el galardón Award of Garden Merit otorgado por la Royal Horticultural Society (RHS).

## Taxonomía
Darmera peltatum fue descrita por (Torr. ex Benth.) Voss y publicado en Gart. Zentral-Bl. 1: 646. 1899.
Sinonimia
- Leptarrhena inundata Behr ex Kellogg
- Peltiphyllum peltatum (Torr. ex Benth.) Engl.
- Saxifraga peltata Torr. ex Benth.[4]